# Pyotr Fomenko
Pyotr Fomenko (Moscovo, 13 de julho de 1932 — Moscovo, 9 de agosto de 2012) foi um encenador russo.

## Biografia
Iniciou-se como ator em 1958 antes passar a produzir na década de 60, apesar de algumas de suas produções terem sido banidas pelas autoridades soviéticas por serem politicamente provocativas.
Encenou mais de 60 espetáculos de autores do clássico russos, entre eles Tolstói, Tchekhov, Gogol e Pushkin e ainda Andrei Voznessenski e Alexandre Tvardovski.
Fomenko estava a preparar uma nova peça, "Boris Godounov" de Alexandre Pushkin.